# Haut commissariat à la Lutte contre la pauvreté infantile
Le Haut commissariat à la Lutte contre la pauvreté infantile (en espagnol : Alto Comisionado para la lucha contra la pobreza infantil) est l'organe espagnol ayant rang de sous-secrétariat chargé de la coordination des actions destinées à lutter contre les inégalités et la pauvreté infantile entre 2018 et 2023.
Il relève de la présidence du gouvernement.

## Missions

### Histoire
Le Haut commissariat est créé à l'initiative de Pedro Sánchez en juin 2018, immédiatement après son accession à la présidence du gouvernement. Il est supprimé en novembre 2023 lors de la réorganisation de la présidence du gouvernement, consécutivement à la formation du troisième exécutif de Pedro Sánchez.

### Fonctions
Le Haut commissariat à la Lutte contre la pauvreté infantile est l'organe supérieur de la présidence du gouvernement auquel il revient de coordonner les actions destinées à lutter contre les inégalités et la pauvreté infantile, et notamment :
- établir des outils de planification et de suivi des politiques publiques destinées à lutter contre la pauvreté infantile ;
- concevoir des systèmes d'évaluation de l'impact des décisions politiques sur les inégalités et la pauvreté infantile ;
- proposer aux départements ministériels des mesures et initiatives dans leur champ de compétences ;
- élaborer des analyses et des études sur les inégalités et la pauvreté infantile ;
- impulser des actions de l'Administration générale de l'État dans son champ de compétences et établir des relations de collaboration et de coopération avec les autres administrations territoriales ;
- analyser l'état de la protection de l'enfance au regard de la Convention relative aux droits de l'enfant et des autres accords internationaux souscrits en la matière.

### Organisation
Le Haut commissariat s'organise de la manière suivante :
- Haut commissariat à la Lutte contre la pauvreté infantile (Alto Comisionado para la lucha contra la pobreza infantil) ;
  - Bureau du haut commissaire à la Lutte contre la pauvreté infantile.

## Titulaires
| Titulaire | Titulaire           | Début      | Fin        | Parti |
| --------- | ------------------- | ---------- | ---------- | ----- |
|           | María Luisa Carcedo | 21/06/2018 | 12/09/2018 | PSOE  |
|           | Pau Marí Klose      | 15/09/2018 | 23/03/2019 | PSOE  |
|           | Ernesto Gasco       | 29/01/2020 | 29/11/2023 | PSOE  |